# 三羰基氯化甘氨酸钌(II)
三羰基氯化甘氨酸钌(II)是一种有机钌化合物，化学式为RuCl(H2NCH2CO2)(CO)3。它可由三羰基二氯化钌二聚体和甘氨酸钠反应制得。它可以释放一氧化碳分子。